# Melanie Behringer
Melanie Behringer (Lörrach, 18 de novembro de 1985) é uma futebolista alemã. Foi medalhista olímpica pela seleção de seu país.

## Carreira
Behringer fez parte do elenco da Seleção Alemã de Futebol Feminino, nas Olimpíadas de 2016. Behringer foi artilheira do certame com cinco gols, sendo dois contra Zimbabué, mas nenhum na final.

## Artilharia
- Rio 2016: 5 gols.